# Sophonia illuminata
Sophonia illuminata är en insektsart som beskrevs av William Lucas Distant 1918. Sophonia illuminata ingår i släktet Sophonia och familjen dvärgstritar. Inga underarter finns listade i Catalogue of Life.